# Age of Empires II: The Age of Kings
Age of Empires II: The Age of Kings (usualment abreujat AOE2 o AOK) és un videojoc d'estratègia en temps real desenvolupat per Ensemble Studios i distribuït per Microsoft Games per als sistemes operatius Windows i Mac OS. Va ser llançat a mitjants de l'any 1999 i és el segon títol que compon la sèrie Age of Empires.
La història del joc està basada en l'edat mitjana, després de la caiguda de l'Imperi Romà. El jugador disposa de 13 civilitzacions que van existir en aquell període històric, i ha d'encaminar-les per formar un gran imperi i conquistar altres pobles. El joc ofereix la possibilitat de jugar contra l'ordinador o contra altres persones en línia, amb un màxim de 8 jugadors per partida.
Age of Empires II va ser desenvolupat per Ensemble Studios, una filial de Microsoft, sota la direcció de Bruce Shelley, dissenyador d'Age of Empires i col·laborador en el disseny del joc d'estratègia Civilization. El seu motor gràfic és conegut com a Genie Engine, el qual és utilitzat també en el títol Star Wars: Galactic Battlegrounds.
Després del seu èxit comercial, va tenir una seqüela directa d'expansió coneguda com a Age of Empires II: The Conquerors, on s'agreguen millores al joc, incloent cinc civilitzacions totalment noves. Va tenir també una varietat de versions "alternes", que van aparèixer en les videoconsoles Nintendo DS i PlayStation 2, així com adaptacions en alguns telèfons mòbils.

## Antecedents

### Desenvolupament

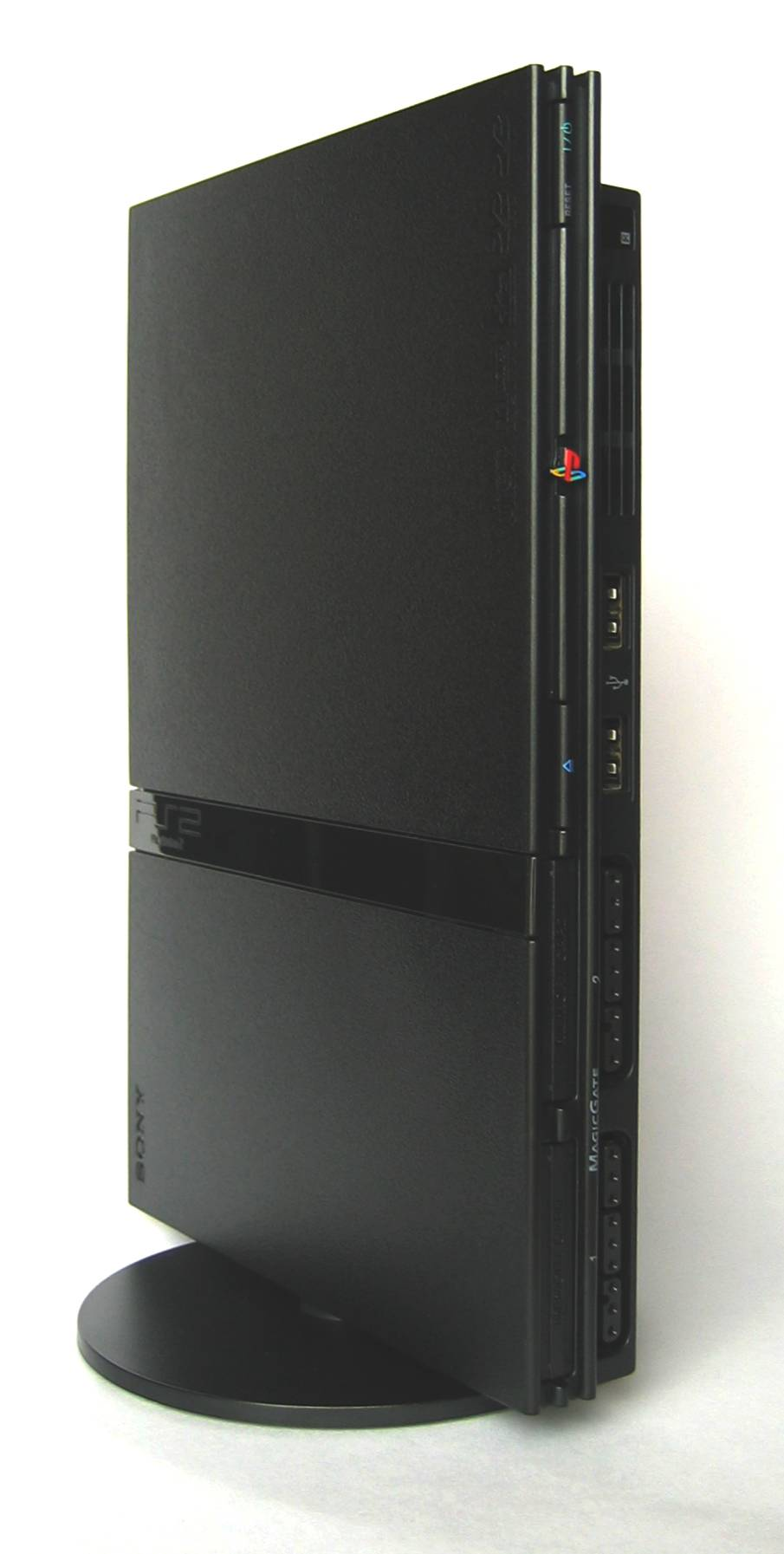
Consola PlayStation 2, plataforma per la qual es va dissenyar també Age of Empires II.

Dos anys després del llançament de Age of Empires, Ensemble Studios va desenvolupar una seqüela, sota l'adreça de Bruce Shelley, dissenyador de Age of Empires i col·laborador en el disseny de Civilization i Railroad Tycoon. Va treballar amb un grup de dissenyadors i programadors; els principals van ser Greg Street (biòleg marí), Angelo Laudon i Ian Fischer (Armada dels Estats Units), els quals el van ajudar després a desenvolupar també l'Age of Mythology.
En el joc es van introduir millores en comparació de l'original de Age of Empires. En Age of Empires II es va incloure un gran nombre de tecnologies i opcions de combat noves: vigilar, moure, atacar, formació de tropes, patrullar determinats llocs i guarnició d'edificis. També es van agregar noves condicions de victòria en el joc tals com recol·lectar totes les relíquies en el mapa, i nous tipus de partida, com la regicida.
En aquest títol es va utilitzar el mateix motor gràfic de Age of Empires. El motor va ser desenvolupat per Ensemble Studios i se li coneix amb el nom Genie Engine. Aquest motor és utilitzat per a la creació de jocs d'estratègia en temps real. Star Wars: Galactic Battlegrounds ha estat un dels títols que ha aprofitat el mateix motor de Age of Empires II, fins i tot la interfície gràfica és molt semblant, amb la diferència que l'altre joc està ambientat en un entorn futurista espacial.

### Llançament
La versió en PC de Age of Empires II es va llançar el 17 de setembre de 1999 en els Estats Units, el 30 de setembre de 1999 en Europa i el 16 de novembre de 2006 en Austràlia. No obstant això, encara no ha estat introduïda de manera oficial en Japó. La versió desenvolupada per a consola PlayStation 2 va ser posada a la venda el 2 de novembre de 2001 als Estats Units i el 14 de febrer de 2002 al Japó. Per la seva banda, la versió per a la consola portàtil Nintendo DS va ser estrenada el 14 de febrer de 2006 als Estats Units, el 29 de setembre de 2006 a Europa i el 16 de novembre de 2006 a Austràlia.

## Manera de joc
El jugador pren el control d'una societat o civilització i la guia a través de quatre edats: alta edat mitjana, edat feudal, edat dels castells i edat imperial. Cada edat brinda millores a la civilització, ja que fa que diverses unitats, edificis i tecnologies (que modifiquen els atributs de les unitats o les mecàniques del joc) estiguin disponibles per al seu ús. Per avançar d'una edat a la següent, és necessari tenir construïts un nombre mínim d'edificis de l'edat en què la civilització es trobi, i pagar un cost d'actualització. En l'Edat Imperial, que és una reminiscència dels primers anys del Renaixement, tot l'arbre de tecnologies està disponible per a la civilització.
Pel que fa al seu predecessor, The Age of Kings inclou algunes innovacions. A més de les noves civilitzacions, unitats, tecnologies i edificis, destaquen algunes opcions per al control dels exèrcits, com les formacions, que permeten maniobrar-los de manera més ordenada. Poden ser en quadre, en línia, de forma escalonada o dividir-se, tenint cada formació els seus avantatges i desavantatges. Una altra novetat van ser certes característiques de combat, amb les quals es pot ordenar a una unitat o grup militar patrullar una àrea, protegir a una altra unitat o edifici o seguir a una altra unitat. A més d'això hi ha les posicions de combat, per decidir la forma que respon una unitat davant certa situació. Així, es pot establir que una unitat ataca sempre l'enemic o que ho faci sense moure's de la seva posició, fins i tot no atacar sota cap circumstància.

### Un jugador

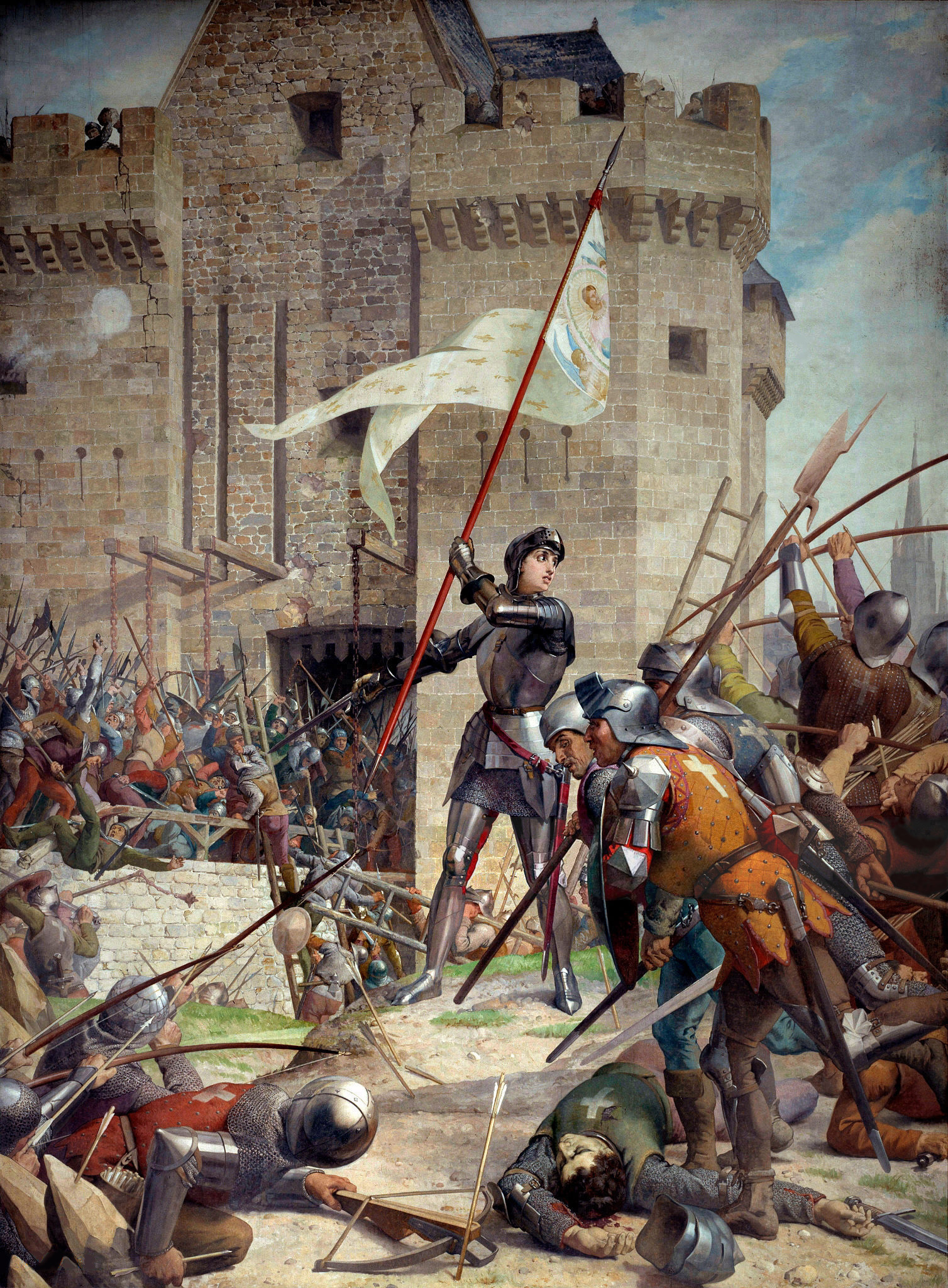
Joana d'Arc en el setge a Orleans, un dels esdeveniments representats en el joc.

És possible que un sol jugador lluiti contra l'ordinador, sia en una partida o en una campanya. El joc ve amb cinc campanyes, totes les quals reflecteixen un esdeveniment en la història, com Joana d'Arc liderant als francs durant la Guerra dels cent anys o Genguis Kan com a invasor d'Euràsia. Les campanyes consisteixen en una sèrie d'escenaris de creixent dificultat, que representen els principals esdeveniments en la vida d'un famós personatge històric, per exemple, una famosa batalla, la construcció d'un monument famós o algun esdeveniment conegut. L'objectiu és complir amb els escenaris que es van presentant durant la campanya. Només en les campanyes de William Wallace i Joana d'Arc se'ls permet als jugadors el control d'aquest personatge com una unitat especial, encara que Genghis Khan fa una breu aparició en la seva campanya. Les campanyes, en general, comencen amb una quantitat fixa de recursos existents, edificis i unitats ja creades, evitant així el laboriós procés de construcció d'una nació del no-res. En el joc s'inclouen les campanyes de William Wallace (que funciona com a tutorial), Joana d'Arc, Saladí, Genghis Khan i l'emperador del Sacre Imperi Romanogermànic, Frederic I Barba-roja.
A més de les campanyes proveïdes pel joc, també és possible jugar escenaris o campanyes personalitzats, creats amb l'editor d'escenaris proveït pel joc, les quals se solen obtenir en diverses pàgines web.
Existeix també la manera de partida estàndard o mapa aleatori, que enfronta a un jugador en contra d'un determinat nombre de jugadors d'ordinador pel control del mapa. L'objectiu habitual en aquest tipus de jocs és derrotar els enemics i obligar-los a rendir-se, i per això s'ha de matar totes les unitats enemigues i destruir tots els seus edificis, encara que també hi ha altres condicions de victòria, com la construcció i la protecció d'un tipus especial d'edifici anomenat Meravella, o la recol·lecció de cinc objectes anomenats relíquies. Si un jugador conserva la seva meravella durant un període determinat o manté reunides totes les relíquies també durant un lapse de temps determinat, haurà guanyat la partida. Addicionalment existeix un tipus de joc anomenat "combat total" en el qual el jugador comença amb milers de recursos per treballar amb ells. Fora dels recursos addicionals, les condicions de victòria són les mateixes en aquest tipus de partides. Un altre tipus de partida és la regicida, on cada jugador comença amb un rei, i l'objectiu és matar el rei de l'enemic, així com evitar que el rei propi sigui eliminat.
A més de les condicions de victòria, el jugador pot establir i triar altres factors com la grandària i tipus de mapa, el nombre de jugadors, la velocitat de la partida, permetre o no canvis d'equip, el límit de població, entre d'altres. Una opció que té és gravar la partida per poder veure-la posteriorment. Durant la partida, també té l'opció de guardar-la per continuar-la després.

### Multijugador
Existeixen quatre maneres de jugar en la manera multijugador. La primera és la connexió en sèrie, la qual és una configuració de connexió en què les terminals dels dispositius es connecten seqüencialment; la segona és TCP/IP en la xarxa d'àrea local, l'extensió de la qual està limitada físicament a un edifici o a un entorn de fins a 100 metres aproximadament; també es pot jugar per TCP/IP per Internet, en la qual un jugador de qualsevol lloc del món crea la partida i els altres jugadors s'uneixen a ella de qualsevol altra part a través de l'adreça IP del jugador que ha creat la partida. Finalment, existeix l'opció de connectar-se a través d'un mòdem, marcant el número de telèfon del creador i viceversa, per connectar-se el creador i els que s'uneixen. Per jugar online es necessita un mòdem de 56,6 Kbps, com a mínim, o una connexió de banda ampla per a millor acompliment.
Anteriorment, Microsoft Zone va ser un lloc online popular per a les partides de TCP/IP per Internet, però aquest servei va ser retirat el 19 de juny de 2006. Des de llavors, hi ha altres llocs (com GameSpy), que s'han dedicat al suport multijugador de Age of Empires II.
Les partides multijugador també poden ser guardades, encara que per restaurar-les és precisa la presència de tots els jugadors originals involucrats en ella.

## Civilitzacions
En The Age of Kings, el jugador pot triar entre 13 civilitzacions. Cadascuna té un perfil diferent, amb fortaleses i debilitats pròpies basades en el model real de les civilitzacions. Cada civilització té també algunes unitats úniques (bucs i guerrers), amb noms més o menys històricament precisos, per exemple, el mameluc dels sarraïns. Les civilitzacions, ordenades segons els seus estils arquitectònics, són les següents:
| Grup           | Europa de l'Oest             | Europa de l'Est            | Llunyà Orient                    | Orient Mitjà                            |
| -------------- | ---------------------------- | -------------------------- | -------------------------------- | --------------------------------------- |
| Civilitzacions | - Anglesos - Celtes - Francs | - Gots - Teutons - Vikings | - Xinesos - Japonesos - Mongoles | - Bizantins - Perses - Sarraïns - Turcs |

Les civilitzacions també poden ser classificades pel seu caràcter militar i civil:
| Civilització | Especialitat | Unitat única                  | Bonificació militar | Bonificació civil |
| ------------ | ------------ | ----------------------------- | --- | --- |
| Bizantins    | Cavalleria   | Catafracta                    | Els piquers, llancers i guerrillers són de menor cost. Els monjos són més poderosos en conversió.                                                                 | Civilització equilibrada, edificis de major resistència i construccions barates.                                             |
| Celtes       | Infanteria   | Invasor de pastures           | La infanteria és bona atacant els edificis. Desenvolupament complet en tecnologies de guerrers a peu.                                                             | Els vilatans són bons col·lectors de fusta.                                                                                  |
| Xinesos      | Abast        | Chu-ko-nu (ballester)         | Desenvolupament científic i agricultor més ràpid. A costa de no posseir diverses tecnologies importants com l'ús de pólvora (encara que fos inventada a la Xina). | A l'inici del joc al jugador se li donen 6 vilatans en lloc de 3.                                                            |
| Francs       | Cavalleria   | Llançador de destrals         | Bonificació d'atac contra edificis. Desenvolupament de tecnologies complet de guerrers a cavall.                                                                  | Granges de menor cost en material i castells barats.                                                                         |
| Gots         | Infanteria   | Huscarl                       | Bonificació d'atac, tot l'arbre tecnològic complet per a infanteria. Les seves milícies treballen un 20% més ràpid.                                               | 5% més població. |
| Anglesos     | Abast        | Arquer de tir llarg           | Els arquers llancen a més distància les sagetes i costen menys per formar-ne.                                                                                     | Els vilatans són bons pastors i treballen un 25% més ràpid.                                                                  |
| Japonesos    | Infanteria   | Samurai                       | Posseeixen arbre tecnològic complet per a infanteria, arquers i embarcacions.                                                                                     | Els campaments recol·lectors de fusta i miners costen un 50% menys.                                                          |
| Mongols      | Abast        | Mangudai                      | Arquers a cavall, cavalleria lleugera i armes de setge. | Els vilatans cacen un 50% més ràpid.                                                                                         |
| Perses       | Cavalleria   | Elefant de guerra             | Cavalleria i castells. | En començar una partida, disposen de 50 unitats més de fusta i menjar.                                                       |
| Sarraïns     | Cavalleria   | Mameluc                       | Camells i arquers a cavall. Els vaixells de guerra ataquen un 20% més ràpid.                                                                                      | El comerç costa un 5% en lloc del 30%. Els vaixells de transport tenen doble resistència i tenen doble capacitat de càrrega. |
| Teutons      | Infanteria   | Cavaller de l'Ordre Teutònica | Infanteria i cavalleria. | Les granges costen un 33% menys. Les torres poden aixoplugar 10 vilatans o militars, quan el normal són 5 vilatans.          |
| Turcs        | Abast        | Genísser                      | Les unitats de setge de pólvora són més barates per a formar, a l'igual les d'abast de pólvora i són més resistents                                               | Els vilatans són bons col·lectors d'or.                                                                                      |
| Vikings      | Infanteria   | Guerrer en trànsit            | Marina de guerra i infanteria. | La construcció de molls és barata i agreguen una unitat única, el vaixell drac.                                              |

## Unitats
En Age of Empires II: The Age of Kings, el jugador disposa d'un límit de població de fins a 200 unitats, a excepció dels gots, que disposen de 10 unitats més que el límit establert en la partida. Això vol dir que cada jugador no pot tenir més de les unitats que el seu límit de població li permet en un mateix moment durant la partida, a menys que un monjo converteixi unitats i podria arribar a tenir tantes unitats com es desitgi, però tenint en compte que no es poden crear en edificis en sobrepassar aquest límit. Respecte al límit de població té una diferència amb el seu joc predecessor, en el qual solament es disposava d'una capacitat de població de 50 unitats. El límit de població s'augmenta amb certs edificis: per exemple, per cada casa construïda, el límit augmenta en 5 i per cada castell en 20. També existeix una actualització que altera la versió original i permet superar el límit de 200 per 220. D'altra banda, abans de començar la partida es pot ajustar aquest paràmetre per fixar un límit de població menor. A més, el jugador pot eliminar algunes unitats que no li són útils. Això generalment, s'aplica quan hi ha un excés de població o cal espai per permetre la creació d'altres unitats.

### Vilatans
Els vilatans són el suport principal de l'imperi que està forjant el jugador. El jugador pot ordenar-los moure's o atacar, construir nous edificis, reunir els recursos necessaris i realitzar altres tasques, tals com la reparació d'edificis danyats o aixoplugar-se dins dels castells, torres o centres urbans per protegir-se i atacar. A més hi ha vilatans d'ambdós sexes, l'única unitat del joc que presenta aquesta característica; encara que aquesta diferència és únicament visual i en ambdós casos s'utilitzen de la mateixa forma. La resta d'unitats són masculines, exceptuant una heroïna històrica (Juana d'Arc) i les amazones escites, que apareixen en la campanya d'Àtila en l'expansió The Conquerors.
Al començament d'una partida, el jugador disposa de pocs vilatans però a mesura que recol·lecta aliments pot crear més en el centre urbà; el centre urbà és una edificació important en la qual aquestes unitats poden emmagatzemar qualsevol tipus de recurs que vagin recol·lectant en el transcurs del joc, no obstant això aquest edifici solament pot ser construït per segona vegada fins a l'edat dels castells. D'altra banda, hi ha cues d'espera per a la creació de nous treballadors, és a dir, es poden programar per ser creats de forma automàtica. Una vegada que un hagi estat creat, apareix al costat del centre urbà, encara que és possible establir un punt de reunió, com un arbre o granja, perquè una vegada creada la unitat procedeixi directament a efectuar la tasca. Els vilatans no són bons per atacar l'enemic a causa que la seva principal tasca és la recol·lecció de recursos i construcció d'edificis, tenint capacitat d'atac i resistència al dany inferiors a les de les unitats militars, no obstant això existeixen tecnologies que incrementen l'atac i defensa d'aquests.

### Militars
Els militarés són la base de defensa i de conquesta de cada civilització. Inicialment el jugador disposa d'un explorador que és utilitzat per descobrir la ubicació dels recursos naturals i les posicions enemigues. Cada civilització disposa d'un caserna militar per entrenar unitats d'infanteria com espadatxí i piquers, un estable per entrenar cavalleria i una |galeria de tir amb arc per entrenar arquers i guerrillers. Un altre edifici militar és el taller de maquinària de setge, on es creen unitats de setge com catapultes, escorpins i ariets. Les dues primeres són útils per atacar unitats, i l'última, per derrocar edificis o travessar muralles.
Cada civilització disposa d'una unitat única d'elit creada als castells. Aquestes unitats úniques, generalment, poden causar més dany que les unitats comunes que es formen als edificis militars. A més, als castells es poden formar els trabuquets, que són màquines de setge de més llarg abast i útils per derrocar construccions dins del seu rang d'atac. Quan es creen noves unitats, el jugador té la possibilitat d'aixoplugar-les dins el seu edifici de creació, encara que aquesta funció solament pot ser usada una vegada, és a dir, una vegada fora de l'edifici de creació no poden tornar a entrar. Per exemple, els piquers poden aixoplugar-se en les casernes quan són creats, però en sortir no poden tornar a entrar a ells. Tanmateix, això no ocorre als castells i els centres urbans.

### Marítimes
En els mapas que contenen zones marítimes és necessari construir molls per crear suficients vaixells de guerra, els quals són útils per protegir els litorals d'algun atac enemic. El jugador disposa de diverses unitats marítimes, des del vaixell pesquer fins a una galera amb canó. Els vikings són l'única civilització que disposa d'un vaixell d'elit, no obstant això aquest vaixell és poc eficient en comparació dels vaixells comuns que es formen en els molls. Una altra unitat important per a les zones marítimes són els vaixells de transport, que són necessaris per transportar tota unitat terrestre a través de l'aigua. No obstant això, els vaixells de transport no compten amb cap mena d'armament defensiu pel que són propensos a atacs enemics. Si un vaixell de transport és enfonsat, totes les unitats que transportava moren també. També a través dels molls es pot comercialitzar per mitjà de les urcas mercants. Cada port marítim, fluvial o lacustre ofereix una determinada quantitat d'or. Mentre més lluny estiguin els molls, major serà la quantitat d'or que pugui recol·lectar l'urca mercant.

### Comercials
El joc també inclou unitats de caràcter comercial, les quals no poden atacar ni defensar-se. Aquestes unitats són les urcas mercants i les carretes de mercaderia, les quals s'utilitzen per adquirir recursos dels molls i mercats, respectivament, dels jugadors aliats. En arribar a un moll o mercat aliat, prenen una càrrega d'or, la qual han de portar fins al seu propi edifici comercial.

### Monjos
Els monjos es dediquen a guarir les unitats militars o civils que van ser ferides durant un atac enemic o salvatge com llops o senglarés. A part de guarir, també es dediquen a recol·lectar les relíquies que estan escampades en el mapa o convertir les unitats o construccions enemigues perquè passin a formar part de l'equip del jugador que les va convertir. També els monjos poden guarir als aliats. No obstant això, els monjos són vulnerables als atacs enemics per tant aquests han de ser acompanyats per altres monjos o alguna unitat militar que els protegeixi (ja que només pot defensar-se mitjançant la conversió del seu atacant, que porta temps). Un monjo amb una relíquia ràpidament atreu a les unitats enemigues, per la qual cosa són necessàries estratègies per protegir-ho (per exemple, investigar major velocitat del monjo o major velocitat de conversió, l'enviament de monjos en un grup perquè es puguin sanar entre si, la protecció del monjo amb una escorta militar, etcètera). Si els monjos es troben en un grup que inclou altres unitats, els monjos se situaran en la part del darrere de la formació. No obstant això, utilitzant formació quadrada les unitats formaran un quadrat al voltant dels monjos, protegint-los per tots costats. Un dels seus principals punts febles és una escassa velocitat que obliga el grup a anar molt més lent.
Els monjos no poden guarir la maquinària de setge, ja que aquesta solament pot ser reparada pels vilatans. Una altra manera de guarir als militars o civils sense la necessitat d'un monjo és aixoplugant-los dins d'un centre urbà, torre (solament infanteria, no cavalleria) o castell (infanteria i cavalleria), encara que la maquinària de setge no pot aixoplugar-se a les torres i centres urbans.

## Edificis

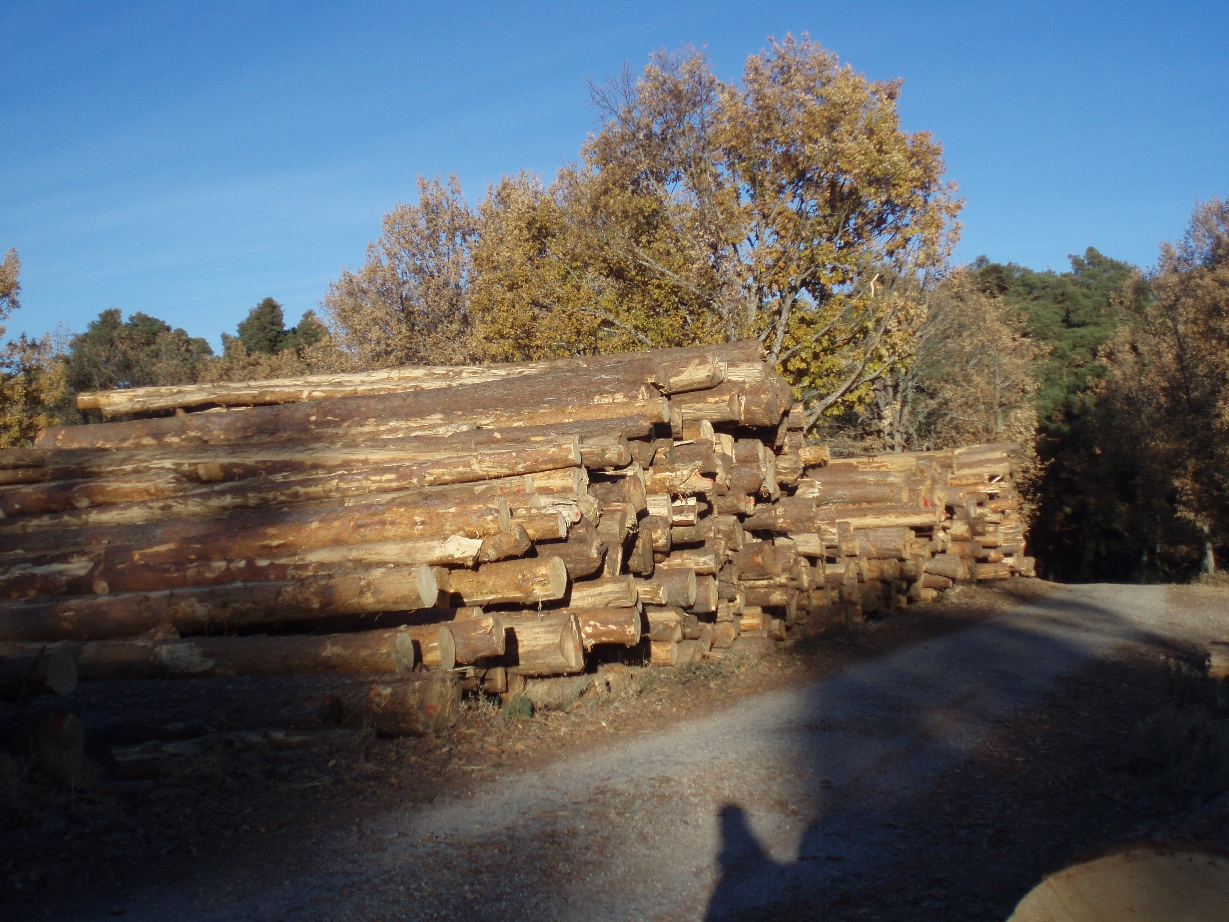
La fusta dels boscos és molt usada dins del joc per a la construcció de cases, centres urbans, meravelles, granges i unes altres.

Una de les principals característiques de Age of Empires II és la construcció d'edificis en el transcurs del joc. En Age of Empires II hi ha una notable proporció quant a creació entre les unitats i els edificis. Les construccions gaudeixen de major escala que en el seu predecessor Age of Empires. A diferència de Age of Empires, els edificis poden aixoplugar ciutadans, unitats militars i maquinària de guerra. Els vilatans són els principals constructors en el joc, cap unitat militar o marítima pot construir (a excepció dels vaixells pesquers que poden construir paranys per a peixos i produir aliment a través d'elles).
A mesura que avança d'edat, els edificis ofereixen noves tecnologies o noves unitats militars i augmenta la quantitat d'edificis disponibles per construir. D'altra banda, l'estil arquitectònic canvia concorde a l'època. Cada civilització té l'opció de construir cases (per allotjar als ciutadans o militars), centres urbans, molls (on es construeixen vaixells de guerra i pesquers), temples, casernes militars que serveixen per entrenar la infanteria, galeries de tir amb arc per entrenar arqueros, estables per als genets i muralles per protegir la ciutat.
Els monjos poden convertir construccions enemigues, passant aquestes a ser controlades pel jugador que controlés aquest monjo (depenent de la civilització escollida). En el joc no hi ha cap límit pel que fa al nombre d'edificacions. A més, el jugador pot destruir les seves pròpies construccions que no li siguin útils. Les construccions enemigues es poden destruir amb unitats militars o de setge; una construcció a mitjà destruir pot ser reparada per un vilatà que li torna així a la quantitat de punts completa. A mesura que les construccions són destruïdes, aquestes travessen diverses etapes que queden representades incendiant-se, quant majors són les flames, l'edifici està més prop de ser destruït.

### Construccions civils

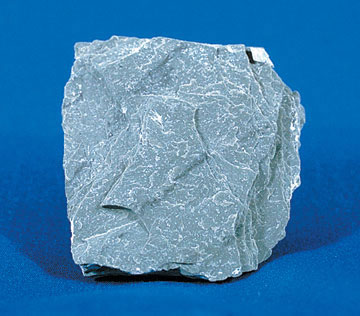
La pedra és un material utilitzat dins del joc per a la construcció de centres urbans, muralles, torres de vigilància, i castells.

En l'alta edat mitjana el jugador té pocs edificis disponibles per construir, encara que disposa d'un centre urbà per aconseguir més vilatans els quals s'encarreguen de construir més edificis civils o militars. Inicialment els vilatans han de construir algunes cases per allotjar les primeres unitats. Conforme s'avança de període, els vilatans poden construir més centres urbans per allotjar més gent i donar més seguretat als civils. Els castells són estructures útils per allotjar més unitats i a més, com a protecció per als vilatans.
Les Universitats són construccions importants que serveixen per millorar la tecnologia existent en cada civilització. No obstant això, a la universitat no es crea cap tipus d'unitat. Les ferreries, per la seva banda, són llocs on es treballen els metalls. En les ferreries es poden millorar totes les armadures i atacs de la infanteria, cavalleria i arqueria.
El mercat és una estructura molt important per al progrés de l'economia doncs permet comprar o vendre recursos en cas que hi hagi excedents o escassetat d'ells, a més de la possibilitat de l'enviament de caravanes mercants a altres mercats. En ell es desenvolupen tecnologies per millorar la velocitat dels comerciants o reduir la quantitat que es "perd" en enviar tributs.
També els vilatans tenen la possibilitat de construir granges i d'apropiar-se de les granges dels seus enemics. Els molins són necessaris per a la recol·lecció d'aliments. Els vaixells pesquers també tenen la possibilitat de construir granges o paranys sobre l'aigua, funció que és útil quan ja s'han esgotat els recursos alimentosos en l'aigua. Igual que els vilatans, els vaixells pesquers poden apropiar-se dels paranys marítims dels seus enemics. Tant granges terrestres com a marítimes ofereixen una quantitat limitada d'aliment, per tant, el jugador ha d'estar pendent quan s'esgotin per reconstruir-les.
En Age of Empires II existeixen els campaments que serveixen per emmagatzemar or, fusta i pedra. Existeix un campament recol·lector de fusta i un altre miner. Aquestes construccions tenen un cost menor, a comparació d'un centre urbà que costa fusta i pedra i que té bàsicament la mateixa funció.

### Construccions militars
Les casernes militars són utilitzades per entrenar infanteria. La facció dels gots fins i tot poden formar les seves unitats d'elit (els Huscarles) en les casernes militars. Al seu torn, també poden formar més ràpid unitats d'infanteria en les casernes. La infanteria bizantina, costa menys. Les galeries de tir amb arc són utilitzades per entrenar unitats d'abast com arquers i guerrillers. Els estables són aprofitats per entrenar a la cavalleria, incloent camells i exploradors. Algunes civilitzacions, com els francs, no poden entrenar camells a causa dels seus perfils històrics. No obstant això, els francs són experts en la cavalleria pesant.
Als tallers de maquinària de setge es fabriquen catapultes, ariets i altres armes. La construcció de maquinària de setge té un elevat cost d'or i fusta. Els turcs, teutones, xinesos, francs i japonesos disposen de canons de setge.
Els castells són fortificacions de defensa que són utilitzades per a protegir els vilatans contra un atac militar. També els castells s'utilitzen per crear les unitats d'elit i per millorar la resistència i espiar a les civilitzacions enemigues en el mapa a canvi d'una gran suma d'or.
Les muralles i estacades són útils per frenar o avisar d'un atac enemic. A vegades les muralles són inútils enfront d'un atac de diverses unitats de setge.

### Meravelles

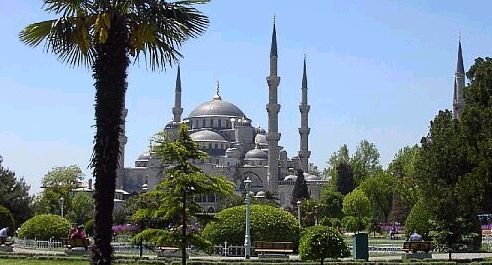
La Mesquita Blava a Istanbul, una de les meravelles que apareixen en el joc.

Les meravelles són enormes estructures que requereixen grans quantitats de recursos i temps per construir. Si un jugador completa una meravella, i aquesta roman intacta durant un període ininterromput de temps, guanya si aquestes són les condicions de victòria preestablertes. Si una meravella es destrueix abans que acabi el compte, el compte regressiu per a la victòria és interrompuda i tot torna a la normalitat. Cada civilització té una meravella, que normalment és una obra arquitectònica famosa, en contraposició a l'original Age of Empires, on la meravella de cada civilització es basa en una arquitectura genèrica. Les meravelles en Age of Empires II són les següents:
| Civilització | Meravella                                              |
| ------------ | ------------------------------------------------------ |
| Bizantins    | Basílica de Santa Sofia de Constantinoble              |
| Celtes       | Rock of Cashel                                         |
| Xinesos      | El Temple del Cel                                      |
| Francs       | Catedral de Chartres                                   |
| Gots         | El Mausoleu de Teodoric                                |
| Anglesos     | La Catedral d'Aquisgrà                                 |
| Japonesos    | Temple budista japonès Tōdai-ji                        |
| Mongols      | La Gran Yurta (on els líders es reunien a discutir)    |
| Perses       | Taq-i Kisra                                            |
| Sarraïns     | Malwiyya de la Mesquita-santuari d'al-Hadi i al-Askarí |
| Teutons      | Abadia de Santa Maria Laach                            |
| Otomans      | La Mesquita Blava                                      |
| Vikings      | Església de fusta de Borgund                           |

A més la Cúpula de la Roca apareix com un edifici decoratiu en les campanyes de Saladí i de Federic Barba-roja, així com les Piràmides de Guiza, però cap d'aquestes pot ser construïda per cap civilització. Una altra catedral gòtica s'observa com a edifici decoratiu en les campanyes de Joana d'Arc i Barba-roja, la qual sembla basar-se en la Catedral d'Aquisgrà. Finalment en la campanya de Genguis Kan, la Gran Muralla Xinesa és representada mitjançant diversos blocs de muralla units, amb torres defensores repartides a tot el llarg.

## Tecnologies

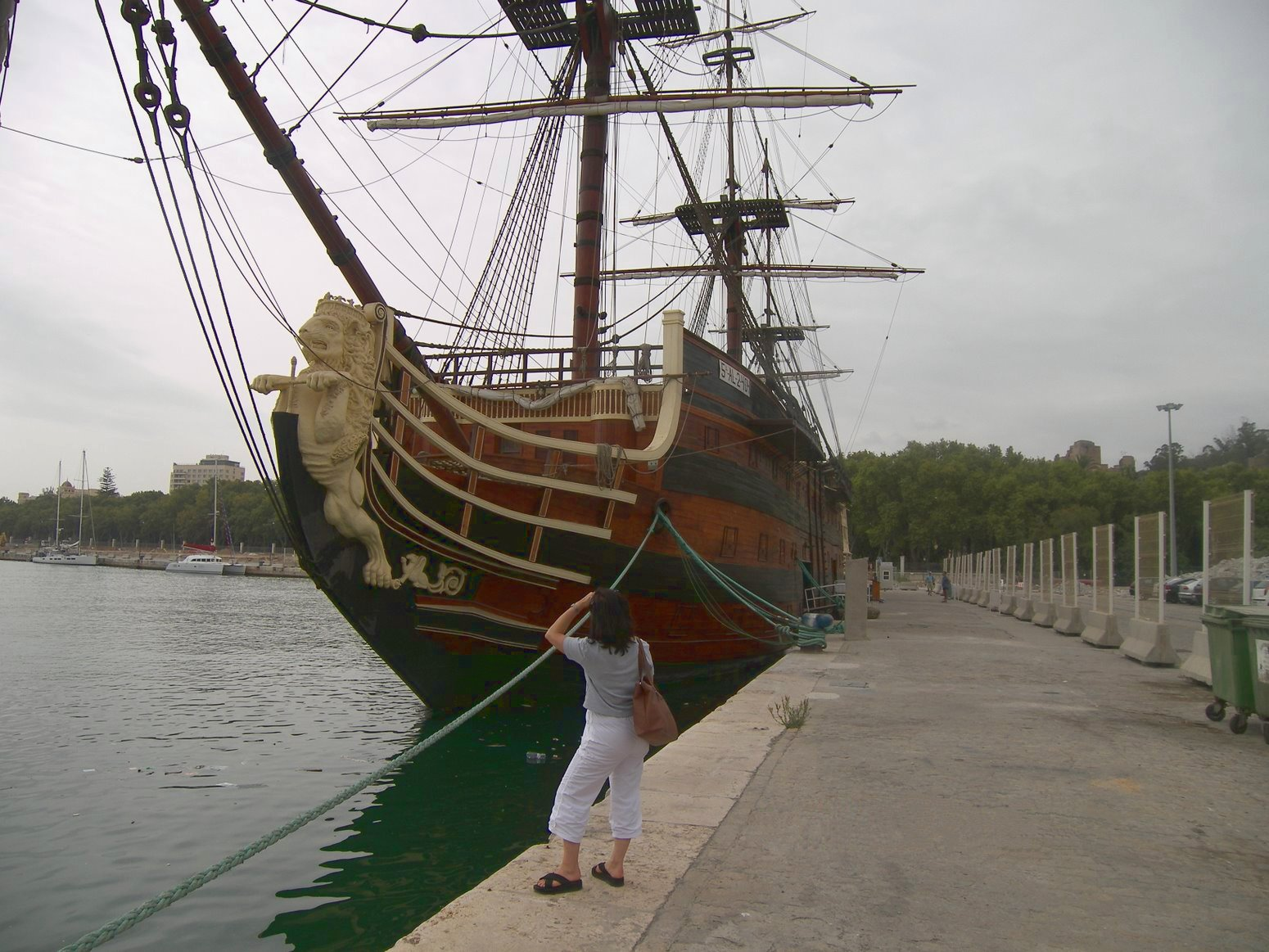
El galeó és una de les unitats marítimes del joc. En els molls es construeixen aquest tipus de vaixells.

Age of Empires II: The Age of Kings té un arbre de tecnologia més avançat i variat que l'original Age of Empires. Per desenvolupar una determinada tecnologia, el jugador ha de construir edificis. Cada edifici ofereix una àmplia gamma de tecnologies que poden ser investigades, per un preu. A mesura que el jugador avanç d'època, hi haurà noves tecnologies als edificis.
Les tecnologies poden beneficiar a les unitats militars (per exemple, augmentant els atributs de defensa), unitats civils (els vilatans poden beneficiar-se de les tecnologies que els fan avançar amb major rapidesa i, per tant, recollir els recursos amb major eficiència) o els edificis (per exemple, la investigació de la tecnologia que permet als castells i torres disparar a unitats a les seves bases). Les tecnologies varien enormement en els beneficis i els costos.
En el joc, les tecnologies exerceixen un paper fonamental. En la fase primerenca del joc, els jugadors han d'avaluar constantment les prioritats i assignar els seus escassos recursos entre la creació de noves unitats, millorament de les unitats existents, i investigar per avançar a la propera edat. No obstant això, massa èmfasi en la investigació de noves tecnologies i el pas a través de les diferents edats sense crear una força militar pot deixar a una nació indefensa. D'altra banda, posant els recursos en una gran població a costa de progrés pot portar a la derrota si l'enemic ha avançat tecnològicament i pot posar en el camp una força militar numèricament inferior però més poderosa.
El nombre de tecnologies s'incrementa a través de cada edat, igual que el preu d'aquestes tecnologies. A més, algunes civilitzacions també posseeixen algunes tecnologies o millores innates. Les habilitats especials de cada civilització varien molt i es basen, a grans trets, en les especialitats de les civilitzacions entre els segles X-XIV. Per exemple, els mongoles poden recollir carn un 50% més ràpid que altres civilitzacions, els edificis dels bizantins automàticament obtenen més punts de resistència a mesura que avancin a les següents edats, i els francs poden construir castells per molts menys recursos que altres civilitzacions.

## Economia

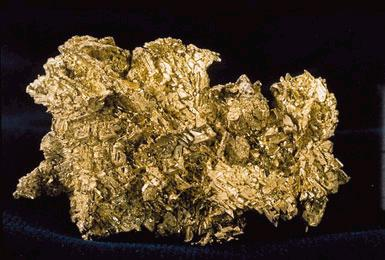
L'or és una de les matèries primeres importants dins del joc. S'utilitza per avançar d'època, crear unitats o desenvolupar tecnologies.

En Age of Empires II, les matèries primeres tenen un paper important en el joc com el seu predecessor. Les matèries primeres són la base per forjar l'imperi que desenvolupa el jugador. Hi ha quatre matèries fonamentals en el joc: or, aliments, pedra i fusta.

### Recursos
L'or és molt usat en el joc per desenvolupar tecnologies, entrenar unitats militars i construir màquines de setge. També l'or és utilitzat per a la construcció de les meravelles. L'or s'obté mitjançant extracció minera, relíquies o comerç. La segona matèria primera important en el joc és la fusta. Amb ella es construeixen tots els edificis, des de cases fins a edificis militars i granges, a més de servir per entrenar piquers i arquers. També la fusta és utilitzada per a la construcció de vaixells i maquinària de setge. La manera d'obtenir la fusta és mitjançant els arbres escampats en el mapa. La tercera matèria important en el joc és el menjar, que és utilitzada per crear vilatans, unitats militars i per desenvolupar certes tecnologies. La manera d'obtenir el menjar és mitjançant les granges, recol·lectar baies, cacera i pesca. I finalment està la pedra, amb la qual el jugador pot construir castells, torres de vigilància, muralles, portes i millorar la resistència dels castells i les torres. La pedra s'obté mitjançant pedreres que estan escampades en el mapa. Tots els recursos poden ser comprats i venuts al mercat.

### Comerç
Una manera d'obtenir recursos és mitjançant rutes comercials a través de carretes o urcas mercants, enviant-les a mercats o molls aliats, fins i tot pot enviar-se a l'enemic, solament si aquest ho permet. Com més allunyat estigui el mercat o moll més or s'obté i es rep un extra si aquest és enemic. En la diplomàcia és important tenir un mercat per poder enviar tributs als aliats o un enemic.

### Relíquies
Les relíquies són peces especials que estan disperses pel mapa, i només poden ser recollides pels monjos. Una vegada col·locada dins d'un monestir, una relíquia de manera constant genera petites quantitats d'or per a la civilització que la posseeix (això reflecteix la realitat històrica del poder i la influència de la possessió de relíquies de l'Església). Per recuperar una relíquia guardada en un monestir enemic, el monestir pràcticament ha de ser destruït. Una vegada que el monestir ha estat danyat suficientment en els seus punts, la relíquia serà expulsada de forma automàtica i el monjo de qualsevol jugador la pot capturar.
Una possible condició de victòria és la recollida de totes les relíquies. Est és el cas en diversos escenaris de campanya. Per guanyar una victòria amb relíquies, totes les relíquies han de ser recollides i aixoplugades en els monestirs propis o aliats per un període ininterromput de temps, que depèn de la grandària del mapa.

## Entorn gràfic

### Mapes
En Age of Empires II hi ha una gran varietat de mapes que el jugador té l'opció d'escollir. El títol compta amb un motor que genera mapes aleatòriament, per la qual cosa cada partida compta amb un mapa totalment diferent. En la configuració del joc, els mapes disponibles són: desert, bosc, selva negra, illes, Escandinàvia, entre altres opcions. També l'usuari pot escollir la grandària del mapa, igual que altres opcions.
A pesar que l'àrea de joc inclou penya-segats i muntanyes, aquestes addicions en realitat no representen els canvis en l'altura de la terra. En lloc d'això, només representen un obstacle entorn de la qual les unitats s'han de moure. No obstant això, la velocitat de les unitats baixa quan ha de pujar pujols. De la mateixa manera, els edificis no són realment construïts en terra plana, es tracta simplement d'una il·lusió d'altura.

### Editor d'escenaris
Age of Kings inclou un editor de escenaris. El programa és similar al de Age of Empires, en el qual els jugadors poden crear missions personalitzades i campanyes. La major diferència entre aquest nou editor amb l'editor de Age of Empires és l'ús dels "desencadenadores". Aquests s'utilitzen per dur a terme accions una vegada que es compleixen les condicions.
Per exemple, un jugador pot crear un desencadenador per declarar la victòria tan aviat com un edifici o unitat sigui visible. Un jugador pot crear desencadenadores que requereixin que es compleixin diverses condicions i realitzin múltiples accions. Per exemple, que en matar certs soldats faci canviar la pertinença d'un edifici a un altre jugador, així com augmentar els punts de resistència de l'edifici. Hi ha una gran varietat de possibilitats. Per utilitzar els factors desencadenants en l'editor, es crea un nou desencadenador i s'assigna una condició i un efecte de la llista. De tant en tant hi ha variacions a quants soldats poden ser assignats a factors desencadenants. Per exemple, si un jugador vol enviar 6 soldats a patrullar, de vegades només es pot seleccionar un desencadenador per a un soldat, havent de crear, per tant, un desencadenador per a cadascun, mentre que altres vegades els sis poden ser seleccionats al mateix temps.
Una altra característica distintiva de l'editor de mapes és l'opció d'agregar més detalls ambientals en el mapa, tals com agregar ponts, muntanyes, construccions, camins de pedra, meravelles úniques (com piràmides d'Egipte), estendards de guerra o algunes banderes. Quan es crea un nou mapa personalitzat, el jugador pot recolzar-se amb el generador de mapes aleatori, amb la finalitat d'estalviar-se temps en l'elaboració de recursos, animals i relleu.
Microsoft va organitzar un concurs a l'any següent del llançament del joc per premiar el millor mapa ambientat en l'era de Carlemany. Els 10 mapes finalistes van ser escollits cadascun com els millors a les seves respectives pàgines.

### Intel·ligència artificial i mapa aleatori
L'usuari pot personalitzar el contingut dels mapes aleatoris del joc, fins i tot pot millorar la intel·ligència artificial del joc, gràcies a la documentació tècnica que proveeix el disc compacte.

## So
Les següents pistes apareixen en el CD-ROM del joc, i es troben llistades segons l'ordre de reproducció. Aquestes pistes no estan separades en si, sinó que formen part d'una pista única, amb petites transicions. Els noms i els temps donats aquí són presos dels CDs Music From The Ages i More Music From The Ages, dos CDs d'àudio amb les pistes de so de Age of Empires II i de l'expansió. Aquests CDs usualment només es poden obtenir com a premis en competicions organitzades per Ensemble Studios.
1. "Shamburger" (3:25)
2. "I Will Beat On Your Behind" (2:58)
3. "Drizzle (Firelight Smoove Mix)" (2:40)
4. "Machina del Diable" (3:00)
5. "T Station" (3:13)
6. "Bass Bag" (3:10)
7. "Ride, Lawrence, Ride!" (2:53)
8. "Smells Like Crickets, Tastes Like Chicken" (3:01)
9. "Operation: Monkey" (3:26)
10. "Tazer" (2:55)

En Age of Empires II va haver-hi una considerable millora en l'animació de les veus dels personatges. Cada civilització disposa d'unes petites "paraules" que corresponen al seu idioma, i que són pronunciades per les seves unitats. Per exemple, en els anglesos s'aprecien algunes paraules com hunter ("caçador") i yes? ("si?"), a diferència de Age of Empires, on no hi havia cap diferenciació de veus en cada cultura.

## Expansions i reedicions

### Age of Empires II: The Conquerors
Age of Empires II: The Conquerors Expansion és l'extensió de Age of Empires II: The Age of Kings. S'inicia en el mateix context històric, però dona un petit pas més en la història en introduir civilitzacions americanes (maies i asteques), a més d'algunes altres civilitzacions (espanyols, huns i coreans). Aquesta expansió manté el mateix guió en el seu desenvolupament tant econòmic com militar, però introdueix algunes millores en la IA (Intel·ligència Artificial) d'algunes unitats que ajuden a tenir més temps per plantejar l'estratègia. En aquesta expansió es va aconseguir ampliar la dinàmica i les possibilitats del joc. L'expansió va ser llançada el 25 d'agost de 2000 als Estats Units.

### Age of Empires II Gold Edition
Age of Empires II Gold Edition és un paquet especial de dos discos que inclou Age of Empires II: The Age of Kings i Age of Empires II: The Conquerors Expansion. Es va llançar el 24 d'agost de 2001 als Estats Units i el 27 de setembre de 2001 a Espanya. Aquesta edició especial conserva la mateixa temàtica del joc original. També hi ha altres paquets similars que van ser llançats després, que inclouen la versió Age of Empires i l'expansió Rise of Rome.

### Age of Empires: The Age of Kings

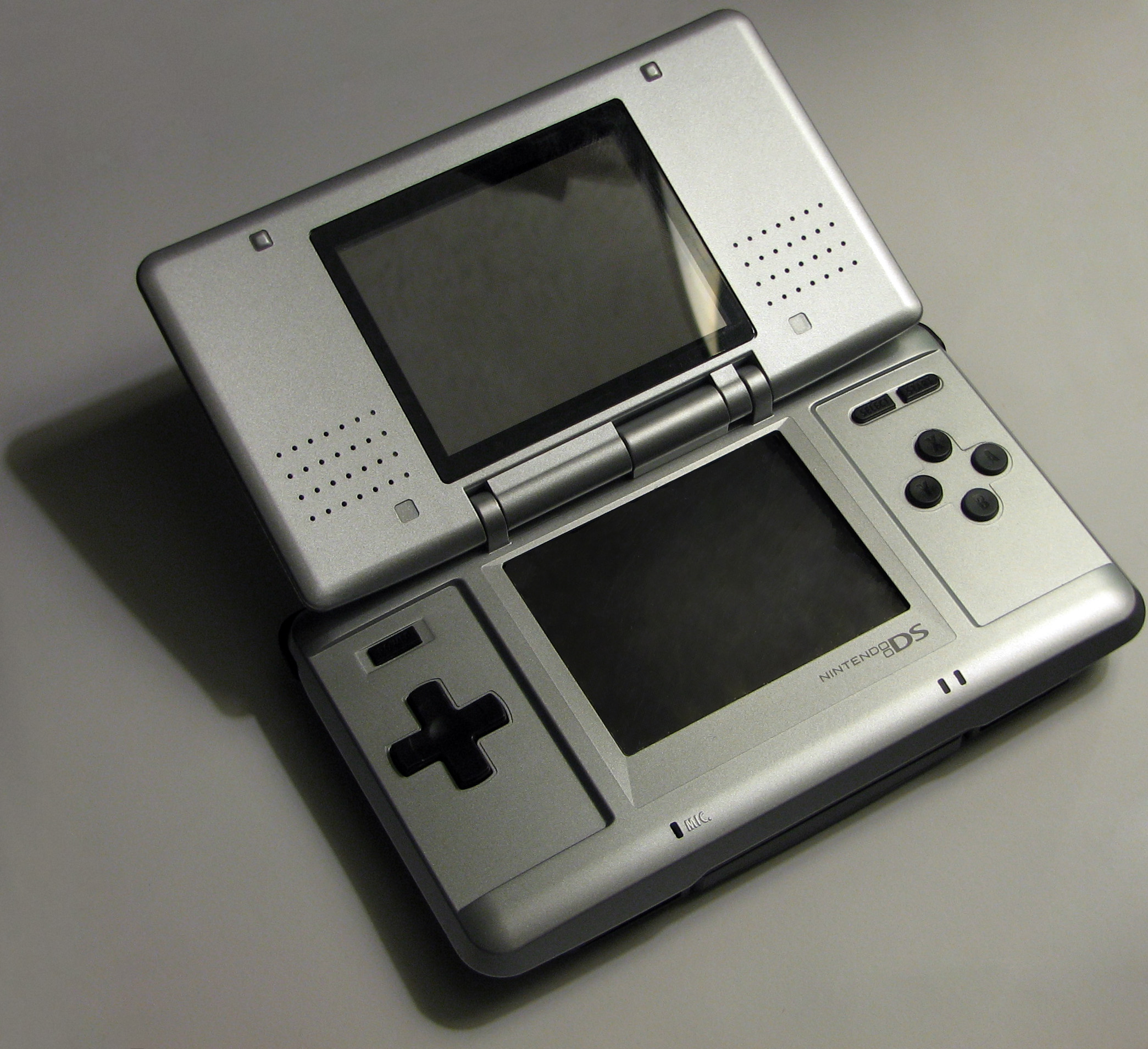
Consola Nintendo DS, plataforma per la qual es va dissenyar també Age of Empires II.

Una altra versió alterna, Age of Empires: The Age of Kings, és un joc desenvolupat per Blackbone Vancouver i distribuït per Majesco per a la videoconsola Nintendo DS. El 19 de març de 2005, el joc va ser anunciat i aquest mateix any va ser presentat en la I3. En l'esdeveniment es van presentar algunes imatges del que anava a ser el joc. A causa de les limitacions tècniques de la consola, el joc va ser adaptat d'estratègia en temps real a la "acció tàctica per torns", no obstant això, el joc va mantenir les bases del joc original.
Age of Empires: The Age of Kings ofereix cinc civilitzacions a triar (francesos, sarraïns, japonesos, mongoles i anglesos), cadascuna té la seva manera de  campanya entre cinc o sis missions inspirades en un personatge històric: Juana d'Arc, Ricard Cor de Lleó, Saladí, Genghis Khan i Minamoto no Yoshitsune. D'altra banda, hi ha tres tipus d'unitats: les d'atac, els vilatans i els herois de cada civilització. En el joc existeixen dues maneres de joc principals: individual i multijugador, el primer es dvidieix en campanya (amb més de trenta hores de joc) i mapa lliure; i el segon en wireless (fins a quatre jugadors amb només un cartutx) i hot seat (en un sol portàtil).

### Altres plataformes
Tres anys després del llançament de Age of Empires II: The Age of Kings per a la PC, Konami va desenvolupar una versió per la videoconsola PlayStation 2. Aquesta versió és similar a l'original amb la diferència que el joc no compta amb un editor d'escenaris. No obstant això, Age of Empires II conserva la mateixa temàtica: recol·lectar recursos per poder edificar nous edificis i entrenar unitats militars per conquistar enemics. El joc va ser llançat el 16 de novembre de 2001 a Europa.
A la fi de l'any 2005, Microsoft i Movistar van llançar una versió de Age of Empires II per a telèfons cel·lulars. Aquesta distribució va ser llançada per als cel·lulars que poden connectar-se via Internet. Aquesta versió és similar a la qual va aparèixer en els ordinadors. Va vendre més de 16 milions d'unitats a tot el món. La ubicació temporal del joc es dona en quatre lapses històrics, i els jugadors han d'aconseguir i gestionar recursos, construir castells, llocs fronterers, i guiar dues civilitzacions, entre altres activitats.
Peter Tamte, cofundador de Bungie, va desenvolupar una versió de Age of Empires II per a Macintosh als Estats Units. El joc conserva les mateixes característiques del joc de PC, fins i tot es en va desenvolupar també l'expansió, amb l'única diferència que Mac és d'un sol botó, és a dir, no té secundari.

## Recepció i crítica
Després del seu llançament, Age of Empires II va rebre crítiques positives pel millorament gràfic i la intel·ligència artificial en comparació del seu predecessor Age of Empires. Game Rànquings i Metacritic, llocs web que registren ressenyes de videojocs basats en altres puntuacions per donar una mitjana, van donar una puntuació de 92 sobre 100. Amb una puntuació mitjana de 92% en el Game Rànquings (taula de millors jocs), AOE2 va ser assenyalat com el joc que va revolucionar els jocs 2D RTS (jocs d'estratègia en temps real en 2D). Algunes revistes de videojocs han donat al títol una qualificació superior a vuit per la qualitat gràfica i la capacitat multijugador. No obstant això, les versions posteriors que van aparèixer per a PlayStation 2 i Nintendo DS, van ser criticades negativament per aspectes tals com poc innovador i pèrdua de funcions respecte al joc original.
Segons el lloc web GameRevolution, «en gairebé tots els aspectes Age of Empires II expandeix i perfecciona la fórmula Age of Empires. El joc conté alguns errors en el que es refereix a la intel·ligència artificial i recerca de rutes, no obstant això en conjunt hi ha molt poques coses que se li poden criticar a Age of Empires II». D'acord amb Geoff Richards de Eurogamer «mai va jugar el joc original, no obstant això en trobar-se amb AOK li va encantar, tot era sorprenent». Game Pro, per la seva banda, no era d'acord amb la privatització de les cues, «per què Ensambli crearia la increïble tècnica de la cua i després privaria a les unitats navals d'usar-la? però en realitat aquests són mèrits difícils i, per tant, en fa un dels millors jocs d'estratègia en temps real», segons Nash Werner. Mentrestant IGN n'aprecia les noves habilitats dels vilatans: «ara ells tenen un paper important en la recol·lecció de recursos, però també en la defensa del llogaret, fins i tot en el combat».
Michael L. House, empleat de Allgame es diverteix amb les llengües natives de les civilitzacions, de les quals se citen: «va ser massa influent en el desenvolupament de l'atmosfera de l'Age of Empires». Eurogamer parla del mateix "els vilatans reben una personalitat, més de l'esperat en els jocs RTS", també inclou que l'ús de vilatanes proveeix una bona varietat. La revisió de Game Revolution explica que, per usar més d'una època de la història de la humanitat, fa que Age of Kings sigui "una personalitat addicional per, entre altres coses, l'estil impersonal de joc". L'aprovació de Computer and Video Games (CVG) es va enfocar en comparacions amb el seu predecessor, mentre que Game Revolution va anotar que fins i tot en les campanyes, la narració històrica manté l'interès del jugador. Segons GameSpot la imatge que es mostra quan es tria una unitat «fan que t'imaginis quina vida i quina funció en la història va tenir», Segons GameSpy AOK presenta «un realisme rarament vist videojocs d'estratègia en temps real». Els membres de IGN argumenten que les fortaleses i debilitats de les diferents civilitzacions fan el joc més realista, el fet que l majoria de les civilitzacions siguin, diferents «deslliga l'impacte del joc juntament amb StarCraft o Tiberian Sun al camp de batalla».